# HMS Ardent (1764)
HMS Ardent (1764) — 64-пушечный линейный корабль третьего ранга. Первый корабль Королевского флота, названный HMS Ardent. Головной корабль одноименного типа.
Заказан 15 декабря 1761 года. Спущен на воду 13 августа 1764 года на частной верфи Blades (устар. Blaydes) в Гулле.

## Служба
1770 — капитан Ричард Кинг (англ. Richard King). Ardent был среди кораблей, введенных в строй ввиду ожидаемого разрыва с Испанией из-за Фолклендских островов.
1771 — средний ремонт в Чатеме по ноябрь 1772. Обследован 15 февраля 1771.
1773 — октябрь, вступил в строй, капитан Чарльз Дуглас (англ. Charles Douglas); ноябрь, брандвахта в Чатеме.
1774 — январь, капитан Джордж Маккензи (англ. George Mackenzie).
1775 — май, капитан Чарльз Миддлтон, брандвахта в Норе.
1776 — декабрь, капитан Константин Фиппс (будущий лорд Малгрейв); оснащение в Портсмуте по май 1777.
1778 — капитан Джордж Кеппель (англ. George Keppel). Флагман вице-адмирала Гамбье. 16 марта ушел в Северную Америку. Был в составе сил, защищавших Нью-Йорк. Небольшая эскадра лорда Хау была развернута при Санди-Хук в июле, чтобы прикрыть Нью-Йорк от более мощного французского флота д’Эстена. В тот раз д’Эстен решил не рисковать и не нападать на Род-Айленд. 11 августа с флотом Хау Ardent был против д’Эстена у Род-Айленда. Флота были разбросаны сильным штормом 12-го и 13-го.
1779 — капитан Самуэль Клейтон (англ. Samuel Clayton); январь, вернулся в Англию и выведен в резерв. Оснащение в Портсмуте с июня по август. Июнь, капитан Филипп Боткер (англ. Philip Boteker). В июне Испания присоединилась к Франции, объявив войну Англии, и 14 августа соединенный флот был у мыса Лизард. 16 августа он был у Плимута, и некоторые из фрегатов противника встали на якорь в Коусэнд-бей (в Плимут-саунд).
Ardent и HMS Marlborough 14 августа вышли из Плимута на соединение с флотом сэра Чарльза Харди, который следил за намного превосходившим в силе франко-испанским флотом в Канале. На Ardent была необученная команда, 4/5 составляли сухопутные новобранцы, никогда не слыхавшие выстрела из пушки, и оба капитана не были осведомлены, что вражеский флот в море.
Два дня спустя вслед был выслан HMS Kingfisher предупредить их, но Ardent, очевидно, не видел сигналы, а когда на его собственные секретные сигналы встречным флотом был дважды дан ответ, он пошел навстречу. Капитан спохватился, только когда французский фрегат, La Junon, сделал два залпа всем бортом, прежде чем поднять флаг. В бой вступили другие фрегаты: La Gentille, La Bellone и La Surveillante, и подошли две линейных корабля. Ardent мог отвечать только спорадически и вскоре был вынужден спустить флаг.
Семнадцать кораблей Флота Канала, уже вышедшие в июне, держались возле островов Силли, и теперь были отрезаны от Плимута превосходящим франко-испанским флотом.
9 марта 1780 года военно-полевым судом, собранным на борту HMS Victory в Портсмуте, было вынесено следующее определение на капитана Боткера:

Представляется, что капитан Филипп Боткер не сделал все возможное чтобы предотвратить попадание корабля Его величества в руки врага, и поэтому должен быть уволен от королевской службы.
Оригинальный текст (англ.)That it appears Capt. Philip Boteker did not do the utmost to prevent the king's ship from falling into the enemy's hands; and that therefore he is dismissed from his Majesty's service.

Хотя суд признал, что он был послан в море со слабым и неподготовленным экипажем, капитан Боткер был уволен со службы.

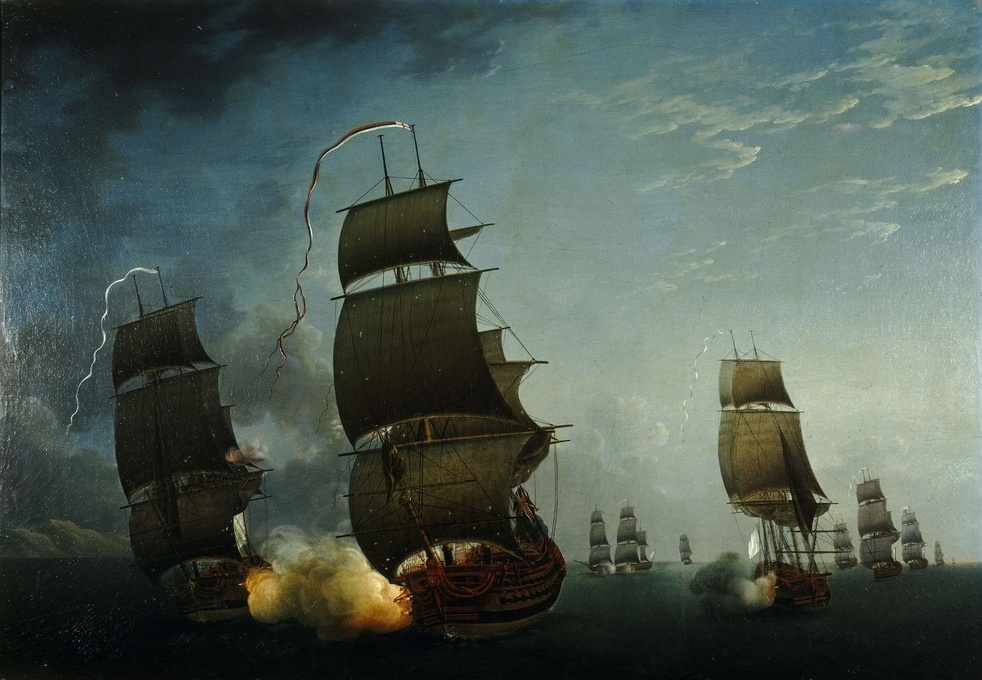
Еще одна французская картина. Здесь уже видно, что фрегаты только сковывали Ardent до подхода главных сил

Ardent был взят во французскую службу, не переименован. Об этом периоде известно мало. Но французы использовали корабль достаточно активно, так что он оказался с флотом де Грасса при островах Всех Святых, где 14 апреля 1782 года и был отбит британцами.
1782 — 14 апреля снова вошел в состав Королевского флота, капитан Ричард Лукас (англ. Richard Lucas); 25 ноября пошел с конвоем на Ямайку; капитан Гарри Хармуд (англ. Harry Harmood), брандвахта в Портсмуте.
1783 — 28 августа переименован в HMS Tiger; август-сентябрь, выведен в отстой.
1784 — продан 10 июня.